# Michaił Łomonosow

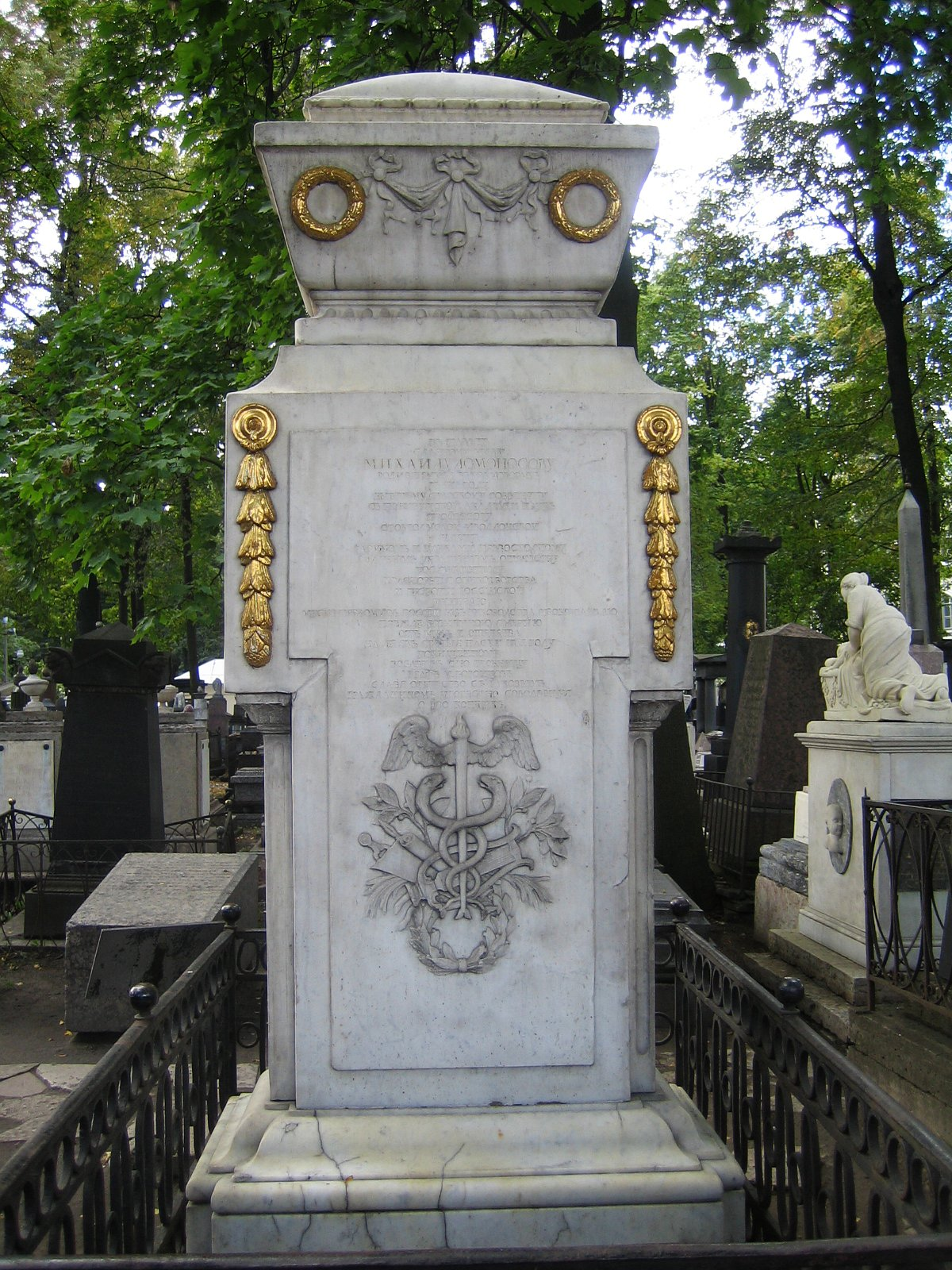
Grób Michaiła Łomonosowa (cmentarz Łazarza, Ławra Aleksandra Newskiego w Petersburgu)

Michaił (Michajło) Wasiljewicz Łomonosow (ros. Михаил (Михайло) Васильевич Ломоносов trb. Michaił (Michajło) Wasiljewicz Łomonosow trl. Mihail (Mihajlo) Vasil′evič Lomonosov; ur. 8 listopada?/19 listopada 1711 w Denisówce koło Chołmogor, zm. 4 kwietnia?/15 kwietnia 1765 w Sankt Petersburgu) – rosyjski uczony i poeta, prekursor chemii fizycznej, twórca Uniwersytetu Moskiewskiego.

## Życiorys
Pochodził z pomorskiej rodziny rybackiej, sam nauczył się czytać i pisać. Udało mu się wyjechać do Moskwy, gdzie ukończył szkołę podstawową, a następnie do Petersburga, gdzie chodził do gimnazjum. Jako wyróżniający się uczeń został wysłany na studia do Niemiec. Kształcił się na uniwersytecie w Marburgu (Hesja) pod kierunkiem znanego filozofa Christiana Wolffa. Po powrocie do Rosji objął stanowisko profesora chemii na Petersburskim Uniwersytecie Państwowym. Zorganizował przy uczelni nowoczesne laboratorium. W 1754 zainicjował powołanie państwowego uniwersytetu w Moskwie, który później został nazwany jego imieniem. Był członkiem Petersburskiej Akademii Nauk.
Jedną z jego czołowych zasług jest to, że 26 maja 1761 podczas obserwacji przejścia Wenus przed tarczą Słońca odkrył, że planeta ta posiada grubą i gęstą atmosferę.
W swojej pracy naukowej łączył chemię z innymi naukami ścisłymi – fizyką i matematyką. Zajmował się teorią cząsteczek, zapoczątkował nową gałąź wiedzy – chemię fizyczną, dowiódł fałszywość teorii flogistonu. Niezależnie od Lavoisiera sformułował prawo zachowania masy w reakcjach chemicznych. W książce Kurs prawdziwej chemii fizycznej (1752) podał definicję chemii fizycznej:
Chemia fizyczna jest to nauka, która tłumaczy przyczynę zjawisk zachodzących wskutek operacji chemicznych w ciałach złożonych, przy pomocy praw i na podstawie doświadczeń fizycznych.
Ważną rolę przypisywał eksperymentom. Prowadził także badania w dziedzinie geologii.
Niezależnie od pracy naukowej był też wybitnym poetą, mistrzem ody panegirycznej.
Był m.in. autorem:
- Ody w rocznicę wstąpienia na tron cesarzowej Jelizawiety Pietrowny (Ода на день восшествия на всероссийский престол её величества государыни императрицы Елисаветы Петровны 1747 года – 1747)
- Porannych rozmyślań o wielkości bożej (1751)
- Rozmowy z Anakreontem (Разговор с Анакреоном – między 1756 i 1761)

W pracy List o zasadach wierszowania rosyjskiego (1739) wyłożył teorię sylabotoniki. Napisał ponadto podręcznik retoryki oraz gramatyki języka rosyjskiego. W 1764 objął wysokie stanowisko sekretarza stanu.

## Upamiętnienie
Imię Łomonosowa nosi od 1940 r. Uniwersytet Moskiewski oraz Północny (Arktyczny) Uniwersytet Federalny. Na jego cześć zostały nazwane także: miasto na obrzeżach Sankt Petersburga, rosyjska pływająca elektrownia atomowa „Akademik Łomonosow”, podwodny grzbiet Łomonosowa na Oceanie Arktycznym oraz kratery uderzeniowe na Księżycu (☾ 27,35°N 98,28°E/27,350000 98,280000) i Marsie (♂ 65,2°N 9,2°W/65,200000 -9,200000).
Życie Łomonosowa przedstawił Władysław Kulicki w formię beletrystycznej w książce Pieszo po sławę.